# Jonas Malmsjö
Carl Jonas Love Malmsjö (født 2. september 1971) er en svensk skuespiller. Han er søn af skuespillerparret Jan Malmsjö og Marie Göranzon.

## Udvalgt filmografi
- Ellinors bröllop (1996)
- Adam & Eva (1997)
- Paradiset (2003)
- Numerologen (kortfilm, 2007)
- Vidunderlig og elsket af alle (2007)
- Labyrint (tv-serie, 2007-2008)
- Kommissæren og havet (tv-serie, 2009)
- Livet i Fagervik (tv-serie, 2009)
- Mord i Skærgården (tv-serie, 2010-2021)
- Ægte mennesker (tv-serie, 2012)
- Livstid (2012)
- The Last Kingdom (tv-serie, 2015)
- Sygeplejerskerne (tv-serie, 2016-2017)
- Modus (tv-serie, 2017)
- Maria Wern (tv-serie, 2018)
- Operation Ragnarök (2018)
- Gåsmamman (tv-serie, 2021)
- Strandhotellet (tv-serie, 2024)